# 保羅·瓦勒里
保羅·瓦勒里（Paul Valéry，1871年10月30日—1945年7月20日）在塞特出生，在巴黎逝世，法國作家、詩人，法兰西学术院院士。除了小說（詩歌、戲劇、對話），他還撰寫了大量關於藝術、歷史、文學、音樂、政治、時事的文章。
保罗·瓦勒里是法国象征主义后期诗人的主要代表。

## 流行文化中的引用
奥斯卡奖得主、日本导演宫崎骏2013年的动画电影作品《起风了》的法文片名即取自瓦勒里的诗歌《海滨墓园》（Le Cimetière marin）中的句子：纵有疾风起，人生不言弃（Le vent se lève, il faut tenter de vivre）。